# Modelo de Ehrenfest
El modelo de difusión de Ehrenfest fue propuesto por Tatiana y Paul Ehrenfest para explicar la segunda ley de la termodinámica.  El modelo describe dos contenedores con N partículas cada uno, las cuales cambian de contenedor de forma independiente a un ritmo λ . Si se define X ( t ) = i como el número de partículas en un recipiente en el tiempo t, puede pensarse en este modelo como un proceso de nacimiento-muerte con tasas de transición dadas por
- {\displaystyle q_{i,i-1}=i\,\lambda } para i = 1, 2, ... , N
- {\displaystyle q_{i,i+1}=(N-i\,)\lambda } para i = 0, 1, ... , N – 1

y cuya distribución estacionaria es dada por {\displaystyle \pi _{i}=2^{-N}{\tbinom {N}{i}}}.